# Isopogon villosus
Isopogon villosus (лат.) — кустарник, вид рода Изопогон (Isopogon) семейства Протейные (Proteaceae), эндемик юго-запада Западной Австралии. Кустарник с цилиндрическими листьями с широко расходящимися лопастями и овальными цветочными головками от кремовых до жёлтых цветков.

## Ботаническое описание
Isopogon villosus — кустарник высотой 0,5-1 м с густо опушёнными ветвями от красноватого до тёмно-коричневого цвета. Листья 90-180 мм в длину с 25-32 широко расходящимися перистыми лопастями, самая нижняя лопасть находится в 45-70 мм (1,8-2,8 дюйма) от основания листа. Цветки расположены в сидячих овальных цветочных головках диаметром около 30 мм, часто сгруппированных у основания растения с опушёнными заострёнными оборачивающими прицветниками у основания, которые опадают по мере развития цветков. Цветки до 15-20 мм в длину, от кремового до жёлтого цвета и густо опушённые. Цветение происходит с сентября по ноябрь. Плод — опушённый орех, сросшийся с другими в овальную лодовую головку диаметром 20-25 мм.

## Таксономия
Вид был впервые официально описан в 1856 году Карлом Мейсснером в работе Огюстена Декандоля Prodromus Systematis Naturalis Regni Vegetabilis. Мейсснер ранее опубликовал название Isopogon villosus в 1852 году, но без описания.

## Распространение и местообитание
Эндемик Западной Австралии. Растёт растет в пустошах и кустарниках в разрозненных популяциях между Пингелли и Лейк-Кинг в биогеографических регионах Эйвон-Уитбелт, Эсперанс-Плейнс и Малли.

## Охранный статус
Isopogon villosus классифицирован Министерством парков и дикой природы правительства Западной Австралии как «не находящийся под угрозой исчезновения». Международный союз охраны природы классифицирует природоохранный статус вида как «вымирающией».